# Peter Jordan
Peter Maximilian Jordan (Petrópolis, 3 de janeiro de 1977) é um youtuber e empresário brasileiro. É mais conhecido por ser dono do canal Ei Nerd, considerado um dos maiores canais de cultura pop e geek no Brasil. É criador do site Cifras.com.br e CEO da empresa de tecnologia Petaxxon.

## Carreira

### Entretenimento
Peter teve interesse na cultura pop e geek na sua infância, inicialmente quando começou a ler história em quadrinhos. Mais tarde, ganhou seu primeiro computador, o que, segundo ele, o tornou "oficialmente nerd". Formado em programação e já tendo exercido a profissão, Peter disse que sempre quis trabalhar de casa, para ficar perto de sua família, já que, como programador, "passava muito tempo na estrada". Este foi um dos motivos que o levaram a se interessar pela produção de conteúdo na Internet. Em 2013, criou o canal Ei Nerd, voltado para conteúdo de entretenimento. Peter disse que o canal foi pensado desde o início para ser diversificado e agradar diferentes públicos, como aqueles que gostam de "cinema, animes e super-herói ao mesmo tempo".[carece de fontes?]
O Ei Nerd se tornou o principal trabalho de Peter e sua maior fonte de renda. Com o crescimento de seu canal — o que ele atribui, em parte, ao fortalecimento da cultura pop — teve que se afastar de sua empresa de venda de publicidade na Internet. Em 2019, a produção do Ei Nerd era gerida por uma equipe, formada por dez roteiristas, quatro editores de vídeo, um thumbmaker (pessoa responsável pela imagem de capa dos vídeos) e outro profissional para publicar os conteúdos no YouTube, além de postagens nas redes sociais. Em 2015, Peter criou o canal de curiosidades Acredite ou Não e, dois anos depois, um canal para falar de assuntos pessoais e dos bastidores de outros canais, o Peter Aqui. Em maio de 2019, participou do The Noite com Danilo Gentili. No mês seguinte, após quatro anos morando dos Estados Unidos, retornou ao Brasil, e participou do programa Zero1, de Tiago Leifert. Em setembro, foi uma das atrações do VideoGameShow.
Em maio de 2020, Peter afirmou que ganhava cerca de 40 mil dólares mensais apenas com AdSense no Ei Nerd. No mês seguinte, chegou à marca de 10 milhões de inscritos no canal. Em dezembro, o canal foi hackeado, transformando-se um canal para divulgar golpes com criptomoedas, e recebeu um strike. A situação foi resolvida tempo depois. Em setembro de 2022, lançou o canal Mala Feita, ao lado da esposa, com a proposta de trazer bastidores das viagens que fazem e da vida nos Estados Unidos, onde moram atualmente.
O Ei Nerd já foi criticado por utilizar a técnica de clickbait. Sobre isso, Peter declarou: "Hoje em dia, há uma tendência gigante de se falar que tudo é clickbait. Não tem como você, em certas notícias, chamar atenção da audiência sem colocar um certo tipo de sensacionalismo. É hipocrisia negar isso." Ele também ressaltou que o canal não usa informações falsas.
Em maio de 2024, Peter foi atacado por defender que as críticas ao Yasuke, samurai negro protagonista do jogo Assassin's Creed Shadows, eram racistas e que muitas delas foram traduzidas do imageboard 4chan.

### Empreendedorismo
Peter afirma que, no tempo extra após seu emprego, desenvolvia novos projetos. Assim foi criado o site Cifras.com.br, em 2003. Sua popularidade escalou financeiramente a ponto de ser possível deixar o emprego. Peter é o CEO da Petaxxon, empresa de tecnologia com sede no Brasil e nos Estados Unidos, que gere o Cifras.com.br. Em 2020, criou o canal Nerds de Negócios, que aborda assuntos financeiros.

## Prêmios e indicações
| Ano  | Premiação                       | Categoria                               | Trabalho                 | Resultado                    | Ref.   |
| ---- | ------------------------------- | --------------------------------------- | ------------------------ | ---------------------------- | ------ |
| 2018 | Prêmio Influenciadores Digitais | Cultura e Entretenimento                | Ei Nerd                  | Venceu                       | [ 14 ] |
| 2019 | Prêmio Influenciadores Digitais | Cultura e Entretenimento                | Ei Nerd                  | Venceu                       | [ 15 ] |
| 2020 | Prêmio Influenciadores Digitais | Cultura e Entretenimento                | Ei Nerd                  | Venceu                       | [ 16 ] |
| 2020 | Prêmio iBest                    | Cinema e Cultura                        | Ei Nerd                  | Venceu                       | [ 17 ] |
| 2021 | Prêmio Influenciadores Digitais | Cultura e Entretenimento                | Ei Nerd                  | Venceu                       | [ 18 ] |
| 2021 | Prêmio iBest                    | Cinema, TV e Streaming                  | Ei Nerd                  | Venceu                       | [ 19 ] |
| 2021 | Prêmio iBest                    | Economia e Negócios                     | Nerds de Negócios        | Top 3 (Voto Popular)         | [ 20 ] |
| 2021 | Prêmio Influency.me             | Negócios, Finanças & Empreendedorismo   | Nerds de Negócios        | Venceu                       | [ 21 ] |
| 2021 | Prêmio Influency.me             | Arte & Cultura                          | Ei Nerd                  | Venceu (quantidade de votos) | [ 21 ] |
| 2022 | Prêmio iBest                    | Creator do Ano                          | Peter Jordan             | Venceu                       | [ 22 ] |
| 2022 | Prêmio iBest                    | Youtuber do Ano                         | Peter Jordan             | Indicado                     | [ 23 ] |
| 2022 | Prêmio iBest                    | Cinema, TV e Streaming                  | Ei Nerd                  | Venceu                       | [ 24 ] |
| 2023 | Prêmio iBest                    | Creator do Ano                          | Peter Jordan \| Ei Nerd  | Venceu                       | [ 25 ] |
| 2023 | Prêmio iBest                    | Youtuber do Ano                         | Peter Jordan \| Ei Nerd  | Venceu                       | [ 26 ] |
| 2023 | Prêmio iBest                    | Influenciador de Cinema, TV e Streaming | Peter Jordan \| Ei Nerd  | Venceu                       | [ 27 ] |
| 2023 | Prêmio iBest                    | Influenciador de Opinião                | Peter Jordan             | Venceu                       | [ 28 ] |
| 2023 | Prêmio iBest                    | Fandom Brasil                           | Nerdolas do Peter Jordan | Venceu                       | [ 29 ] |
| 2024 | Prêmio iBest                    | Creator do Ano                          | Peter Jordan             | Venceu                       | [ 30 ] |
| 2024 | Prêmio iBest                    | Youtuber do Ano                         | Peter Jordan             | Venceu                       | [ 31 ] |
| 2024 | Prêmio iBest                    | Influenciador de Cinema, TV e Streaming | Peter Jordan             | Venceu                       | [ 32 ] |
| 2024 | Prêmio iBest                    | Influenciador de Opinião                | Peter Jordan             | Venceu                       | [ 33 ] |
| 2024 | Prêmio iBest                    | Influenciador Tuiteiro                  | Peter Jordan             | Venceu (Voto Popular)        | [ 34 ] |
| 2024 | Prêmio iBest                    | Influenciador de Economia e Negócios    | Peter Jordan             | Venceu (Voto Popular)        | [ 35 ] |
| 2024 | Prêmio iBest                    | Influenciador São Paulo                 | Peter Jordan             | Venceu                       | [ 36 ] |
| 2024 | Prêmio iBest                    | Fandom Brasil                           | Nerdolas do Peter Jordan | Venceu                       | [ 37 ] |